# Clasificación para la Eurocopa de fútbol sala de 2018
La fase de clasificación para la Eurocopa de Fútbol Sala de 2018 es una competición masculina de Fútbol Sala que determinará las 11 selecciones nacionales que se unirán a la anfitirona Eslovenia en la Eurocopa de fútbol sala de 2018.
Un total de 47 equipos nacionales miembros de la UEFA participan en la competición de clasificación, en la que Alemania y Kosovo entran por primera vez.

## Formato
La competición consta de tres rondas:
- Ronda preliminar: Cinco grupos de cuatro selecciones cada uno y dos de tres jugarán los mini-torneos en una sede entre 23 de enero al 1 de febrero de 2017. Los siete ganadores de grupo pasarán a la ronda principal.
- Ronda principal: Los siete ganadores de la ronda preliminar se unirán a las 21 selecciones clasificadas con un mayor ranking en siete grupos de cuatro que jugarán mini-torneos en diferentes sedes entre el 3 y el 12 de abril de 2017. Los siete primeros de cada grupo pasarán a la fase final del torneo donde se unirán a Eslovenia. Mientras, los siete subcampeones y el mejor tercero disputarán los play-offs.
- Play-offs: Se emparejarán a las ocho selecciones para jugar una eliminatoria de ida y vuelta en septiembre de 2017. Las cuatro ganadoras completarán la lista de equipos que participarán en el torneo.

### Reglas de desempate
Si dos o más equipos empatan a puntos en la ronda preliminar o ronda principal, su posición dentro del grupo se establece de acuerdo a los siguientes criterios, en el orden indicado:
1. Mayor número de puntos obtenidos en los partidos entre los equipos en cuestión.
2. Diferencia de goles de los partidos entre los equipos en cuestión.
3. Mayor número de goles marcados en los partidos entre los equipos en cuestión.
4. Diferencia de goles en todos los partidos de grupo.
5. Mayor número de goles marcados en todos los partidos de grupo.
6. Coeficiente UEFA.
7. Sorteo.

## Países participantes
Los países participantes fueron ordenados según su coeficiente, calculando teniendo en cuenta las siguientes competiciones:
- Eurocopa de fútbol sala de 2016 y su ronda de clasificación.
- Eurocopa de fútbol sala de 2014 y su ronda de clasificación.
- Mundial de fútbol sala de 2016 y su ronda de clasificación.

Los 21 equipos con mayor clasificación entan en la competición en la ronda principal y los 26 restantes entran en competición en la ronda preliminar.
| Anfitrión | Anfitrión | Anfitrión |
| --------- | --------- | --------- |
| Eslovenia |           |           |

| Ronda Principal                                            | Ronda Principal                                                        | Ronda Principal                                                                        |
| ---------------------------------------------------------- | ---------------------------------------------------------------------- | -------------------------------------------------------------------------------------- |
| Ucrania Azerbaiyán Kazajistán España Rusia Portugal Italia | Rumania Serbia Croacia República Checa Hungría Eslovaquia Países Bajos | Bielorrusia Polonia Turquía Bélgica Bosnia y Herzegovina Finlandia Macedonia del Norte |

| Ronda Preliminar                                         | Ronda Preliminar                                             | Ronda Preliminar                                       | Ronda Preliminar                         |
| -------------------------------------------------------- | ------------------------------------------------------------ | ------------------------------------------------------ | ---------------------------------------- |
| Letonia Georgia Francia Noruega Suecia Inglaterra Grecia | Bulgaria Moldavia Dinamarca Montenegro Suiza Armenia Andorra | Lituania Chipre Gales Gibraltar Albania Israel Estonia | Malta San Marino Escocia Alemania Kosovo |

## Ronda preliminar

### Grupo A
| Equipo  | Pts | PJ | PG | PE | PP | GF | GC | Dif |
| ------- | --- | -- | -- | -- | -- | -- | -- | --- |
| Georgia | 9   | 3  | 3  | 0  | 0  | 20 | 3  | +17 |
| Suiza   | 6   | 3  | 2  | 0  | 1  | 12 | 8  | +4  |
| Israel  | 3   | 3  | 1  | 0  | 2  | 6  | 8  | -2  |
| Escocia | 0   | 3  | 0  | 0  | 3  | 4  | 23 | -19 |

| 24 de enero de 2017, 14:30hs (CET) | Suiza | 6:2 (3:0) | Escocia                                  | Palacio de Deportes de Tiflis, Tiflis, Georgia |                            |
|                                    | - Elia Wälty 4'05' - Alessandro Facchinetti 6'46' - Gabriel Buckson 7'18' - Raphael Candreia 21'51' - Andres Silva 35'34' - Fabian Sangines 35'49' | Reporte   | - 21'33' Rhys Davis - 33'50' Sean Muhsin | Árbitro(s): Patrik Porkert                     | Árbitro(s): Patrik Porkert |

| 24 de enero de 2017, 17:00hs (CET) | Georgia                                                                    | 3:0 (0:1) | Israel | Palacio de Deportes de Tiflis, Tiflis, Georgia |                            |
|                                    | - Shota Tophuria 19'57' - Kakhaber Maisaia 34'57' - Zviad Kupatadze 38'45' | Reporte   |        | Árbitro(s): Viktor Bugenko                     | Árbitro(s): Viktor Bugenko |

| 25 de enero de 2017, 14:30hs (CET) | Israel | 0:3 (0:3) | Suiza                                                                                  | Palacio de Deportes de Tiflis, Tiflis, Georgia |                              |
|                                    |        | Reporte   | - 11'38' Alessandro Facchinetti - 14'25' Fabio Santona - 19'36' (pen.) Gabriel Buckson | Árbitro(s): Yusif Nurullayev                   | Árbitro(s): Yusif Nurullayev |

| 25 de enero de 2017, 17:00hs (CET) | Georgia | 11:0 (6:0) | Escocia | Palacio de Deportes de Tiflis, Tiflis, Georgia |                            |
|                                    | - Archil Sebiskveradze 0'56', 9'03', 14'36', 15'17' - Scott Mollison 17'08' (pen.) - Giorgi Tikurishvili 18'41' (pen.), 24'20' - Giorgi Nishnianidze 21'46' - David Bobokhidze 25'15', 34'23' - Shota Tophuria 33'56' | Reporte    |         | Árbitro(s): Viktor Bugenko                     | Árbitro(s): Viktor Bugenko |

| 27 de enero de 2017, 14:30hs (CET) | Escocia                                   | 2:6 (0:3) | Israel                                                                           | Palacio de Deportes de Tiflis, Tiflis, Georgia |                              |
|                                    | - Sean Muhsin 25'37' - James Yates 32'38' | Reporte   | - 2'04', 17'24' (pen.), 20'09', 21'39', 36'06' Tamir Shkolnik - 11'49' Eran Vana | Árbitro(s): Yusif Nurullayev                   | Árbitro(s): Yusif Nurullayev |

| 27 de enero de 2017, 17:00hs (CET) | Suiza                                                          | 3:6 (0:3) | Georgia | Palacio de Deportes de Tiflis, Tiflis, Georgia |                          |
|                                    | - Fabio Santona 20'47' - Alessandro Facchinetti 21'00', 32'07' | Reporte   | - 1'26' Irakli Todua - 7'22', 8'23' Archil Sebiskveradze - 28'00' Shota Chanukvadze - 28'54' Shota Tophuria - 35'35' Zviad Kupatadze | Árbitro(s): Swen Eichler                       | Árbitro(s): Swen Eichler |

### Grupo B
| Equipo     | Pts | PJ | PG | PE | PP | GF | GC | Dif |
| ---------- | --- | -- | -- | -- | -- | -- | -- | --- |
| Moldavia   | 9   | 3  | 3  | 0  | 0  | 16 | 1  | +15 |
| Gales      | 4   | 3  | 1  | 1  | 1  | 11 | 9  | +2  |
| Grecia     | 4   | 3  | 1  | 1  | 1  | 5  | 8  | -3  |
| San Marino | 0   | 3  | 0  | 0  | 3  | 3  | 17 | -14 |

| 26 de enero de 2017, 17:00hs (CET) | Grecia                                                          | 3:2 (1:0) | San Marino                             | The Point 4, Hereford, Reino Unido |                          |
|                                    | - Spyridon Kondylatos 14'11', 38'52' - Dimitrios Ntarlas 24'22' | Reporte   | - 37'46' Andrea Ercolani - 39'36' a.g. | Árbitro(s): Andrej Topić           | Árbitro(s): Andrej Topić |

| 26 de enero de 2017, 20:15hs (CET) | Gales               | 1:6 (1:3) | Moldavia | The Point 4, Hereford, Reino Unido |                           |
|                                    | - Naim Arsan 11'24' | Reporte   | - 6'15' Andrian Laşcu - 17'18', 18'27' Cristian Obadă - 26'11' Sergiu Tacot - 31'50' Andrei Negara - 32'58' Constantin Burdujel | Árbitro(s): Balázs Farkas          | Árbitro(s): Balázs Farkas |

| 27 de enero de 2017, 17:00hs (CET) | Moldavia                                                                       | 4:0 (2:0) | Grecia | The Point 4, Hereford, Reino Unido |                            |
|                                    | - Sergiu Tacot 11'29' - Cristian Obadă 13'13', 34'28' - Oleg Chitoroagă 34'46' | Reporte   |        | Árbitro(s): Stefan Vrijens         | Árbitro(s): Stefan Vrijens |

| 27 de enero de 2017, 20:15hs (CET) | Gales | 8:1 (2:0) | San Marino                | The Point 4, Hereford, Reino Unido |                          |
|                                    | - Tyrell Webbe 6'17', 22'08', 38'13' (pen.) - Adam Hesp 18'14', 30'45' - Chris Hugh 21'12', 27'18' - Rhys Williams 22'29' | Reporte   | - 28'38' Danilo Busignani | Árbitro(s): Igor Puzović           | Árbitro(s): Igor Puzović |

| 29 de enero de 2017, 17:00hs (CET) | San Marino | 0:6 (0:2) | Moldavia                                                                                             | The Point 4, Hereford, Reino Unido |                           |
|                                    |            | Reporte   | - 4'27', 25'06', 26'58', 31'22' Andrian Laşcu - 12'49' Leonid Podlesnov - 35'16' Constantin Burdujel | Árbitro(s): Balázs Farkas          | Árbitro(s): Balázs Farkas |

| 29 de enero de 2017, 19:15hs (CET) | Grecia                                           | 2:2 (1:1) | Gales                                         | The Point 4, Hereford, Reino Unido |                          |
|                                    | - Vangelis Skoutelis 4'04' - Kostas Panou 30'21' | Reporte   | - 0'32' Jonny Nelson - 39'21' Rico Zulkarnain | Árbitro(s): Andrej Topić           | Árbitro(s): Andrej Topić |

### Grupo C
| Equipo   | Pts | PJ | PG | PE | PP | GF | GC | Dif |
| -------- | --- | -- | -- | -- | -- | -- | -- | --- |
| Letonia  | 7   | 3  | 2  | 1  | 0  | 11 | 6  | +5  |
| Armenia  | 6   | 3  | 2  | 0  | 1  | 11 | 8  | +3  |
| Alemania | 4   | 3  | 1  | 1  | 1  | 11 | 12 | -1  |
| Estonia  | 0   | 3  | 0  | 0  | 3  | 7  | 14 | -7  |

| 26 de enero de 2017, 15:30hs (CET) | Armenia | 5:3 (3:3) | Alemania                                                            | Zemgale Olympic Center, Jelgava, Letonia |                                  |
|                                    | - Andranik Karapetyan 6'47' - Sargis Margaryan 7'35' - Garegin Mashumyan 18'27' - Saro Galstyan 33'05' - Sargis Nasibyan 39'58' | Reporte   | - 4'48' Timo Di Giorgio - 10'46' Stefan Winkel - 10'59' Timo Heinze | Árbitro(s): Michael Christofides         | Árbitro(s): Michael Christofides |

| 26 de enero de 2017, 18:30hs (CET) | Letonia                                                                   | 4:2 (0:1) | Estonia                                       | Zemgale Olympic Center, Jelgava, Letonia |                           |
|                                    | - Arturs Jerofejevs 21'59', 28'52', 38'13' - Oskars Ikstēns 33'49' (pen.) | Reporte   | - 10'48' Erik Grigorjev - 39'39' Martin Taska | Árbitro(s): Barry Weijers                | Árbitro(s): Barry Weijers |

| 27 de enero de 2017, 15:30hs (CET) | Estonia                  | 1:5 (0:4) | Armenia | Zemgale Olympic Center, Jelgava, Letonia |                        |
|                                    | - Robert Veskimäe 31'59' | Reporte   | - 5'29' Saro Galstyan - 10'31' Andranik Karapetyan - 11'14' Sargis Nasibyan - 12'10' Garegin Mashumyan - 26'54' Saro Mardanyan | Árbitro(s): Omar Rafiq                   | Árbitro(s): Omar Rafiq |

| 27 de enero de 2017, 18:30hs (CET) | Letonia                                                                      | 3:3 (3:0) | Alemania                                                                | Zemgale Olympic Center, Jelgava, Letonia |                             |
|                                    | - Michael Meyer 1'45' (a.g.) - Maksims Seņs 1'58' - Durim Elezi 4'43' (a.g.) | Reporte   | - 34'35' Timo Di Giorgio - 37'03' Muhammet Sözer - 38'53' Stefan Winkel | Árbitro(s): Maksim Dzeikala              | Árbitro(s): Maksim Dzeikala |

| 29 de enero de 2017, 13:00hs (CET) | Alemania                                                                                                   | 5:4 (3:3) | Estonia                                                                              | Zemgale Olympic Center, Jelgava, Letonia |                           |
|                                    | - Stefan Winkel 1'42' - Adam Fiedler 2'57' - Eduard Nickel 7'06' - Timo Heinze 25'55' - Durim Elezi 30'42' | Reporte   | - 12'40', 15'16' Vladislav Tšurilkin - 18'59' Martin Taska - 32'09' Maksim Aleksejev | Árbitro(s): Barry Weijers                | Árbitro(s): Barry Weijers |

| 29 de enero de 2017, 16:00hs (CET) | Armenia                    | 1:4 (0:1) | Letonia                                                                                      | Zemgale Olympic Center, Jelgava, Letonia |                        |
|                                    | - Garegin Mashumyan 38'36' | Reporte   | - 4'01', 34'23' Arturs Jerofejevs - 39'15' Andrejs Aleksejevs - 39'58' (a.g.) Saro Mardanyan | Árbitro(s): Omar Rafiq                   | Árbitro(s): Omar Rafiq |

### Grupo D
| Equipo     | Pts | PJ | PG | PE | PP | GF | GC | Dif |
| ---------- | --- | -- | -- | -- | -- | -- | -- | --- |
| Albania    | 9   | 3  | 3  | 0  | 0  | 15 | 4  | +9  |
| Inglaterra | 6   | 3  | 2  | 0  | 1  | 11 | 7  | +4  |
| Bulgaria   | 3   | 3  | 1  | 0  | 2  | 8  | 12 | -4  |
| Malta      | 0   | 3  | 0  | 0  | 3  | 4  | 15 | -9  |

| 24 de enero de 2017, 16:30hs (CET) | Inglaterra | 6:1 (4:1) | Malta                | Palace of Culture and Sports, Varna, Bulgaria |                           |
|                                    | - Raoni Medina 2'02', 16'38' - Luke Ballinger 12'48' - Maximillian Kilman 19'07', 34'03' - William Wallace 22'40' | Reporte   | - 6'20' Andy Mangion | Árbitro(s): Hennadiy Hora                     | Árbitro(s): Hennadiy Hora |

| 24 de enero de 2017, 19:00hs (CET) | Bulgaria                | 1:7 (0:2) | Albania | Palace of Culture and Sports, Varna, Bulgaria |                          |
|                                    | - Plamen Stoykov 27'35' | Reporte   | - 12'37', 34'31' Azem Brahimi - 13'57', 21'53', 32'55' Halim Selmanaj - 39'01' Ani Mullaj - 39'56' Arber Shkodra | Árbitro(s): Josip Barton                      | Árbitro(s): Josip Barton |

| 25 de enero de 2017, 16:30hs (CET) | Albania                                                                                         | 5:1 (2:0) | Inglaterra              | Palace of Culture and Sports, Varna, Bulgaria |                             |
|                                    | - Rej Karaja 11'49' - Halim Selmanaj 12'10' - Azem Brahimi 24'52', 34'07' - Roald Halimi 29'50' | Reporte   | - 28'06' Luke Ballinger | Árbitro(s): Grigori Ošomkov                   | Árbitro(s): Grigori Ošomkov |

| 25 de enero de 2017, 19:00hs (CET) | Bulgaria                                                                                        | 6:1 (1:0) | Malta                     | Palace of Culture and Sports, Varna, Bulgaria |                                 |
|                                    | - Plamen Stoykov 19'07', 29'01', 34'34', 39'02' - Martin Ivanov 33'14' - Daniel Nestorov 34'54' | Reporte   | - 36'54' Giancarlo Sammut | Árbitro(s): Damian Jaruchiewicz               | Árbitro(s): Damian Jaruchiewicz |

| 27 de enero de 2017, 16:30hs (CET) | Malta                                          | 2:3 (2:1) | Albania                                                              | Palace of Culture and Sports, Varna, Bulgaria |                             |
|                                    | - Carl Azzopardi 11'37' - George Frendo 18'53' | Reporte   | - 9'46' Narcis Alibegu - 24'20' Azem Brahimi - 39'31' Halim Selmanaj | Árbitro(s): Grigori Ošomkov                   | Árbitro(s): Grigori Ošomkov |

| 27 de enero de 2017, 19:00hs (CET) | Inglaterra                                                                  | 4:1 (1:0) | Bulgaria              | Palace of Culture and Sports, Varna, Bulgaria |                          |
|                                    | - Richard Ward 16'50', 22'26' - Douglas Reed 34'08' - Luke Ballinger 39'33' | Reporte   | - 39'17' Yosif Shutev | Árbitro(s): Josip Barton                      | Árbitro(s): Josip Barton |

### Grupo E
| Equipo    | Pts | PJ | PG | PE | PP | GF | GC | Dif |
| --------- | --- | -- | -- | -- | -- | -- | -- | --- |
| Dinamarca | 6   | 3  | 2  | 0  | 1  | 6  | 5  | +1  |
| Kosovo    | 6   | 3  | 2  | 0  | 1  | 9  | 4  | +5  |
| Chipre    | 4   | 3  | 1  | 1  | 1  | 8  | 9  | -1  |
| Noruega   | 1   | 3  | 0  | 1  | 2  | 6  | 11 | -5  |

| 30 de enero de 2017, 15:00hs (CET) | Noruega                 | 1:5 (1:3) | Kosovo                                                                                                | Pabellón cubierto Eleftheria, Nicosia, Chipre |                               |
|                                    | - Rarib Maazouzi 19'16' | Reporte   | - 4'52', 39'28' Fadil Goli - 9'48' (a.g.) Niklas Espegren - 17'11' Oso Gjinovci - 28'05' Ramadan Alaj | Árbitro(s): Aleksandras Sliva                 | Árbitro(s): Aleksandras Sliva |

| 30 de enero de 2017, 17:30hs (CET) | Chipre                                                                       | 3:2 (1:1) | Dinamarca                                   | Pabellón cubierto Eleftheria, Nicosia, Chipre |                          |
|                                    | - Costas Kouloumbris 9'03' - Giannos Ioannou 22'06' - Tasos Skampylis 39'53' | Reporte   | - 3'01' Kevin Jørgensen - 24'11' Mads Falck | Árbitro(s): Moshe Bohbot                      | Árbitro(s): Moshe Bohbot |

| 31 de enero de 2017, 15:00hs (CET) | Dinamarca                        | 2:1 (2:1) | Noruega                   | Pabellón cubierto Eleftheria, Nicosia, Chipre |                                  |
|                                    | - Zakaria El-Ouaz 15'28', 19'21' | Reporte   | - 13'00' Christopher Moen | Árbitro(s): Gerard Roure Ramirez              | Árbitro(s): Gerard Roure Ramirez |

| 31 de enero de 2017, 17:30hs (CET) | Chipre                     | 1:3 (1:2) | Kosovo                                                            | Pabellón cubierto Eleftheria, Nicosia, Chipre |                         |
|                                    | - Costas Kouloumbris 9'43' | Reporte   | - 14'59' Nexhip Selimi - 15'43' Fadil Goli - 25'55' Malush Qerimi | Árbitro(s): Daniel Deca                       | Árbitro(s): Daniel Deca |

| 2 de febrero de 2017, 15:00hs (CET) | Kosovo                 | 1:2 (1:0) | Dinamarca                                          | Pabellón cubierto Eleftheria, Nicosia, Chipre |                          |
|                                     | - Arbër Dobroshi 7'47' | Reporte   | - 29'08' Jannik Mehlsen - 37'19' Christoffer Haagh | Árbitro(s): Moshe Bohbot                      | Árbitro(s): Moshe Bohbot |

| 2 de febrero de 2017, 17:30hs (CET) | Noruega | 4:4 (3:2) | Chipre                                                                                                | Pabellón cubierto Eleftheria, Nicosia, Chipre |                                  |
|                                     | - Milos Vucenovic 4'37' - Mathias Dahl Abelsen 6'04' - Morten Ravlo 11'08' - Tobias Schjetne 27'59' (pen.) | Reporte   | - 6'58' Nicholas Tsakanias - 14'00' Costas Kouloumbris - 30'11' Manolis Manoli - 38'30' Savvas Omirou | Árbitro(s): Gerard Roure Ramirez              | Árbitro(s): Gerard Roure Ramirez |

### Grupo F
| Equipo   | Pts | PJ | PG | PE | PP | GF | GC | Dif |
| -------- | --- | -- | -- | -- | -- | -- | -- | --- |
| Francia  | 6   | 2  | 2  | 0  | 0  | 8  | 1  | +7  |
| Lituania | 3   | 2  | 1  | 0  | 1  | 6  | 4  | +2  |
| Andorra  | 0   | 2  | 0  | 0  | 2  | 1  | 10 | -9  |

| 27 de enero de 2017, 18:00hs (CET) | Lituania | 5:1 (2:0) | Andorra               | Siemens Arena, Vilna, Lituania |                             |
|                                    | - Justas Gulbinas 8'15' - Ramūnas Radavičius 17'16' - Justinas Zagurskas 25'05' - Lukas Sendžikas 29'33' - Arsenij Buinickij 39'53' | Reporte   | - 20'23' David Férriz | Árbitro(s): Fredric Nilholt    | Árbitro(s): Fredric Nilholt |

| 28 de enero de 2017, 15:00hs (CET) | Andorra | 0:5 (0:3) | Francia | Siemens Arena, Vilna, Lituania |                             |
|                                    |         | Reporte   | - 2'46' (a.g.) Jonathan Perez - 8'53', 29'57' Abdessamad Mohammed - 17'48' Adrien Gasmi - 39'59' (pen.) Kamel Hamdoud | Árbitro(s): Kaloyan Kirilov    | Árbitro(s): Kaloyan Kirilov |

| 29 de enero de 2017, 18:00hs (CET) | Francia                                                                       | 3:1 (1:1) | Lituania               | Siemens Arena, Vilna, Lituania |                          |
|                                    | - Magana Landry N'Gala 5'54' - Abdessamad Mohammed 21'07' - Sid Belhaj 39'49' | Reporte   | - 9'23' Arūnas Šteinas | Árbitro(s): Nuno Bogalho       | Árbitro(s): Nuno Bogalho |

### Grupo G
| Equipo     | Pts | PJ | PG | PE | PP | GF | GC | Dif |
| ---------- | --- | -- | -- | -- | -- | -- | -- | --- |
| Montenegro | 6   | 2  | 2  | 0  | 0  | 19 | 5  | +14 |
| Suecia     | 3   | 2  | 1  | 0  | 1  | 9  | 12 | -3  |
| Gibraltar  | 0   | 2  | 0  | 0  | 2  | 2  | 13 | -11 |

| 28 de enero de 2017, 19:00hs (CET) | Gibraltar                     | 1:8 (1:5) | Montenegro | Tercentenary Sports Hall, Gibraltar |                               |
|                                    | - Naoufal El Andaloussi 8'56' | Reporte   | - 1'56', 16'22' Ilija Mugoša - 2'51' (a.g.) Ethan Perez - 5'34', 21'10' Milovan Drašković - 8'44' Aleksandar Obradović - 28'26' Marko Bajčetić - 39'23' Aleksa Becanovic | Árbitro(s): Victor Berg-Audic       | Árbitro(s): Victor Berg-Audic |

| 29 de enero de 2017, 19:00hs (CET) | Montenegro | 11:4 (4:1) | Suecia                                                                         | Tercentenary Sports Hall, Gibraltar |                                   |
|                                    | - Bojan Bajović 4'22', 24'27', 27'56', 34'02' - Ilija Mugoša 8'20', 27'08' - Marko Bajčetić 13'30', 37'40' - Milovan Drašković 15'47' - Dragoljub Despotović 34'32' (pen.) - Darko Čalasan 39'33' | Reporte    | - 6'23' Stefan Ostojic - 34'51', 35'25' Robert Bagger - 37'07' Kristian Legiec | Árbitro(s): Talgat Kosmukhambetov   | Árbitro(s): Talgat Kosmukhambetov |

| 30 de enero de 2017, 19:00hs (CET) | Suecia                                                                                                | 5:1 (1:1) | Gibraltar            | Tercentenary Sports Hall, Gibraltar |                              |
|                                    | - Fredrik Söderqvist 4'26' - Dan Mönell 20'20' - Kristian Legiec 36'27', 38'48' - Emilio Rossi 39'46' | Reporte   | - 2'44' Andrew Lopez | Árbitro(s): Vladimir Kadykov        | Árbitro(s): Vladimir Kadykov |

## Ronda principal

### Grupo A
| Equipo       | Pts | PJ | PG | PE | PP | GF | GC | Dif |
| ------------ | --- | -- | -- | -- | -- | -- | -- | --- |
| Italia       | 7   | 3  | 2  | 1  | 0  | 8  | 5  | +3  |
| Georgia      | 3   | 3  | 0  | 3  | 0  | 4  | 4  | 0   |
| Bielorrusia  | 2   | 3  | 0  | 2  | 1  | 5  | 6  | -1  |
| Países Bajos | 2   | 3  | 0  | 2  | 1  | 6  | 8  | -2  |

| 8 de abril de 2017, 13:30hs (CET) | Italia                                               | 2:1 (0:0:) | Bielorrusia                | Tbilisi New Sports Palace, Tiflis, Georgia |                           |
|                                   | - Diego Cavinato 30'13' - Fabricio Calderolli 31'23' | Reporte    | - 26'22' Vladimir Zhigalko | Árbitro(s): Admir Zahovič                  | Árbitro(s): Admir Zahovič |

| 8 de abril de 2017, 16:00hs (CET) | Georgia                      | 1:1 (1:0) | Países Bajos                | Tbilisi New Sports Palace, Tiflis, Georgia |                         |
|                                   | - Archil Sebiskveradze 5'40' | Reporte   | - 26'54' Jamal El Ghannouti | Árbitro(s): Oleg Ivanov                    | Árbitro(s): Oleg Ivanov |

| 9 de abril de 2017, 13:30hs (CET) | Países Bajos                                     | 2:4 (2:3) | Italia                                                                               | Tbilisi New Sports Palace, Tiflis, Georgia |                         |
|                                   | - Zaid El Morabiti 8'18' - Said Bouzambou 13'01' | Reporte   | - 7'40' Humberto Honorio - 8'00', 18'31' Alessandro Patias - 35'16' Andrei Bordignon | Árbitro(s): Ozan Soykan                    | Árbitro(s): Ozan Soykan |

| 8 de abril de 2017, 16:00hs (CET) | Georgia          | 1:1 (0:0) | Bielorrusia                | Tbilisi New Sports Palace, Tiflis, Georgia |                              |
|                                   | - Roninho 21'07' | Reporte   | - 21'19' Aleksandr Chernik | Árbitro(s): Norbert Szilágyi               | Árbitro(s): Norbert Szilágyi |

| 8 de abril de 2017, 13:30hs (CET) | Bielorrusia                                                                   | 3:3 (2:3) | Países Bajos                                                               | Tbilisi New Sports Palace, Tiflis, Georgia |                              |
|                                   | - Sergei Silivonchik 12'45' - Vladimir Zhigalko 13'28' - Sergei Krikun 28'19' | Reporte   | - 7'30' Mohamed Attaibi - 11'08' Lahcen Bouyouzan - 15'26' Yoshua St Juste | Árbitro(s): Norbert Szilágyi               | Árbitro(s): Norbert Szilágyi |

| 8 de abril de 2017, 16:00hs (CET) | Italia                                          | 2:2 (2:1) | Georgia                                                       | Tbilisi New Sports Palace, Tiflis, Georgia |                         |
|                                   | - Sergio Romano 9'55' - Marco Boaventura 11'06' | Reporte   | - 15'39' (a.g.) Marco Ercolessi - 24'19' (a.g.) Davide Putano | Árbitro(s): Oleg Ivanov                    | Árbitro(s): Oleg Ivanov |

### Grupo B
| Equipo               | Pts | PJ | PG | PE | PP | GF | GC | Dif |
| -------------------- | --- | -- | -- | -- | -- | -- | -- | --- |
| Azerbaiyán           | 9   | 3  | 3  | 0  | 0  | 16 | 5  | +11 |
| Hungría              | 4   | 3  | 1  | 1  | 1  | 7  | 11 | -4  |
| Bosnia y Herzegovina | 2   | 3  | 0  | 2  | 1  | 12 | 13 | -1  |
| Albania              | 1   | 3  | 0  | 1  | 2  | 9  | 15 | -6  |

| 8 de abril de 2017, 14:00hs (CET) | Hungría                                                                                  | 4:3 (2:1) | Albania                                                            | Bakı İdman Sarayı, Bakú, Azerbaiyán |                            |
|                                   | - János Rábl 6'18' - Richárd Dávid 18'50' - Zoltán Dróth 30'43' - Norbert Horváth 37'29' | Reporte   | - 9'40' Halim Selmanaj - 20'33' Mentor Mejzini - 36'31' Rej Karaja | Árbitro(s): Borislav Kolev          | Árbitro(s): Borislav Kolev |

| 8 de abril de 2017, 16:30hs (CET) | Azerbaiyán                                                                | 5:4 (4:3) | Bosnia y Herzegovina                                                           | Bakı İdman Sarayı, Bakú, Azerbaiyán |                         |
|                                   | - Eduardo 2'53' - Everton Cardoso 17'46' - Bolinha 18'42', 19'30', 32'36' | Reporte   | - 6'40', 15'29' Dario Markić - 18'07' Dejan Pavlović - 39'29' Srdjan Ivanković | Árbitro(s): Timo Onatsu             | Árbitro(s): Timo Onatsu |

| 9 de abril de 2017, 14:00hs (CET) | Bosnia y Herzegovina                                | 2:2 (0:0) | Hungría                                        | Bakı İdman Sarayı, Bakú, Azerbaiyán |                              |
|                                   | - Nijaz Mulahmetović 30'44' - Dejan Pavlović 37'37' | Reporte   | - 21'40' Norbert Horváth - 25'05' Zoltán Dróth | Árbitro(s): Lars Van Leeuwen        | Árbitro(s): Lars Van Leeuwen |

| 9 de abril de 2017, 16:30hs (CET) | Azerbaiyán | 5:0 (1:0) | Albania | Bakı İdman Sarayı, Bakú, Azerbaiyán |                             |
|                                   | - Everton Cardoso 2'02' - Eduardo 25'24' - Vassoura 27'01' - Namig Mammadkarimov 34'21' - Khatai Baghirov 35'41' | Reporte   |         | Árbitro(s): Costas Nicolaou         | Árbitro(s): Costas Nicolaou |

| 11 de abril de 2017, 15:30hs (CET) | Albania                                                                           | 6:6 (3:4) | Bosnia y Herzegovina | Bakı İdman Sarayı, Bakú, Azerbaiyán |                             |
|                                    | - Halim Selmanaj 3'52', 12'44', 32'36' - Duio 8'42', 28'19' - Azem Brahimi 39'50' | Reporte   | - 2'59', 14'00' Josip Bošković - 10'22', 38'53' Darko Milanović - 17'57' (a.g.) Fidan Gashi - 34'03' (pen.) Marijo Aladžić | Árbitro(s): Costas Nicolaou         | Árbitro(s): Costas Nicolaou |

| 11 de abril de 2017, 18:00hs (CET) | Hungría                         | 1:6 (1:2) | Azerbaiyán                                                                                            | Bakı İdman Sarayı, Bakú, Azerbaiyán |                         |
|                                    | - Rovshan Huseynli 1'16' (a.g.) | Reporte   | - 11'16' Bolinha - 16'52' Eduardo - 21'03', 33'13' Fineo - 24'12' Khatai Baghirov - 35'08' Isa Atayev | Árbitro(s): Timo Onatsu             | Árbitro(s): Timo Onatsu |

### Grupo C
| Equipo     | Pts | PJ | PG | PE | PP | GF | GC | Dif |
| ---------- | --- | -- | -- | -- | -- | -- | -- | --- |
| Ucrania    | 9   | 3  | 3  | 0  | 0  | 7  | 3  | +4  |
| Croacia    | 6   | 3  | 2  | 0  | 1  | 11 | 3  | +8  |
| Bélgica    | 3   | 3  | 1  | 0  | 2  | 3  | 8  | -5  |
| Montenegro | 0   | 3  | 0  | 0  | 3  | 3  | 10 | -7  |

| 8 de abril de 2017, 12:00hs (CET) | Croacia                                                                                  | 4:0 (1:0) | Montenegro | Palacio de los deportes de Kiev, Kiev, Ucrania |                          |
|                                   | - Jakov Grcić 6'42' - Josip Suton 21'34' - Tihomir Novak 23'31' - Dario Marinović 30'40' | Reporte   |            | Árbitro(s): Ondřej Černý                       | Árbitro(s): Ondřej Černý |

| 8 de abril de 2017, 15:00hs (CET) | Ucrania               | 1:0 (1:0) | Bélgica | Palacio de los deportes de Kiev, Kiev, Ucrania |                             |
|                                   | - Sergiy Koval 14'37' | Reporte   |         | Árbitro(s): Miguel Castilho                    | Árbitro(s): Miguel Castilho |

| 9 de abril de 2017, 12:00hs (CET) | Bélgica                 | 1:6 (1:4) | Croacia | Palacio de los deportes de Kiev, Kiev, Ucrania |                         |
|                                   | - Ibrahim Adnane 19'40' | Reporte   | - 4'33' Josip Suton - 10'14' Tihomir Novak - 12'18', 24'30' Dario Marinović - 15'38' Jakov Grcić - 36'18' Vedran Matošević | Árbitro(s): Lukáš Peško                        | Árbitro(s): Lukáš Peško |

| 9 de abril de 2017, 15:00hs (CET) | Ucrania                                                                                       | 4:2 (2:2) | Montenegro                   | Palacio de los deportes de Kiev, Kiev, Ucrania |                           |
|                                   | - Bogdan Novak 3'12' - Oleksandr Pediash 4'19' - Petro Shoturma 28'02' - Serhiy Zhurba 34'21' | Reporte   | - 2'57', 7'37' Bojan Bajović | Árbitro(s): Trayan Enchev                      | Árbitro(s): Trayan Enchev |

| 11 de abril de 2017, 15:00hs (CET) | Montenegro             | 1:2 (1:1) | Bélgica                                        | Palacio de los deportes de Kiev, Kiev, Ucrania |                         |
|                                    | - Bojan Bajović 10'37' | Reporte   | - 4'43' Mohamed Dahbi Reda - 34'18' Hamza Zaaf | Árbitro(s): Lukáš Peško                        | Árbitro(s): Lukáš Peško |

| 11 de abril de 2017, 18:00hs (CET) | Croacia                  | 1:2 (1:1) | Ucrania                                                     | Palacio de los deportes de Kiev, Kiev, Ucrania |                          |
|                                    | - Franko Jelovčić 11'27' | Reporte   | - 13'48' Mykola Bilotserkivets - 36'40' Volodymyr Razuvanov | Árbitro(s): Ondřej Černý                       | Árbitro(s): Ondřej Černý |

### Grupo D
| Equipo    | Pts | PJ | PG | PE | PP | GF | GC | Dif |
| --------- | --- | -- | -- | -- | -- | -- | -- | --- |
| Portugal  | 9   | 3  | 3  | 0  | 0  | 11 | 2  | +9  |
| Rumania   | 4   | 3  | 1  | 1  | 1  | 8  | 10 | -2  |
| Finlandia | 4   | 3  | 1  | 1  | 1  | 10 | 13 | -3  |
| Letonia   | 0   | 3  | 0  | 0  | 3  | 5  | 9  | -4  |

| 8 de abril de 2017, 15:30hs (CET) | Portugal                      | 2:1 (0:1) | Letonia                    | Sala Polivalentă, Călărași, Rumanía |                              |
|                                   | - Bruno Coelho 29'19', 30'40' | Reporte   | - 14'51' Arturs Jerofejevs | Árbitro(s): Cédric Pelissier        | Árbitro(s): Cédric Pelissier |

| 8 de abril de 2017, 18:00hs (CET) | Rumania                                                                                       | 5:5 (1:2) | Finlandia                                                                                              | Sala Polivalentă, Călărași, Rumanía |                           |
|                                   | - Emil Răducu 11'19' - Marius Matei 22'06' - Florin Matei 32'46', 40'00' - Alpar Csoma 39'56' | Reporte   | - 5'19' Juhana Jyrkiäinen - 19'47' Rami Tirkkonen - 20'13', 30'52' Panu Autio - 22'31' Antti Teittinen | Árbitro(s): Ivan Shabanov           | Árbitro(s): Ivan Shabanov |

| 9 de abril de 2017, 15:30hs (CET) | Finlandia           | 1:5 (0:3) | Portugal                                                                                      | Sala Polivalentă, Călărași, Rumanía |                            |
|                                   | - Panu Autio 33'36' | Reporte   | - 7'59', 13'12' Pany Varela - 12'13' Tiago Brito - 29'55' Fábio Cecílio - 38'27' Bruno Coelho | Árbitro(s): Elchin Samadli          | Árbitro(s): Elchin Samadli |

| 9 de abril de 2017, 18:00hs (CET) | Rumania                                             | 3:1 (1:0) | Letonia                    | Sala Polivalentă, Călărași, Rumanía   |                                       |
|                                   | - Florin Matei 18'50', 37'53' - László Szőcs 24'17' | Reporte   | - 37'25' Arturs Jerofejevs | Árbitro(s): Alejandro Martinez Flores | Árbitro(s): Alejandro Martinez Flores |

| 11 de abril de 2017, 14:30hs (CET) | Letonia                                                                       | 3:4 (2:2) | Finlandia                                                                             | Sala Polivalentă, Călărași, Rumanía |                              |
|                                    | - Igors Avanesovs 17'09' (pen.) - Maksims Seņs 18'29' - Oskars Ikstēns 27'10' | Reporte   | - 8'42' Miika Hosio - 19'40' Rami Tirkkonen - 20'31' Panu Autio - 33'17' Mikko Kytölä | Árbitro(s): Cédric Pelissier        | Árbitro(s): Cédric Pelissier |

| 11 de abril de 2017, 17:00hs (CET) | Portugal                                                                | 4:0 (3:0) | Rumania | Sala Polivalentă, Călărași, Rumanía   |                                       |
|                                    | - Bruno Coelho 0'17', 4'14' - Márcio Moreira 14'15' - João Matos 39'34' | Reporte   |         | Árbitro(s): Alejandro Martinez Flores | Árbitro(s): Alejandro Martinez Flores |

### Grupo E
| Equipo   | Pts | PJ | PG | PE | PP | GF | GC | Dif |
| -------- | --- | -- | -- | -- | -- | -- | -- | --- |
| España   | 7   | 3  | 2  | 1  | 0  | 14 | 1  | +13 |
| Serbia   | 6   | 3  | 2  | 0  | 1  | 11 | 9  | +2  |
| Polonia  | 4   | 3  | 1  | 1  | 1  | 5  | 7  | -2  |
| Moldavia | 0   | 3  | 0  | 0  | 3  | 5  | 18 | -13 |

| 8 de abril de 2017, 15:00hs (CET) | España | 7:0 (3:0) | Moldavia | Municipal Sport Hall, Elbląg, Polonia |                               |
|                                   | - José Ruiz 8'37' - Andrian Laşcu 11'57' (a.g.) - Lin 17'02' - Marc Tolrà 22'09' - Raúl Campos 28'29', 30'43' - Solano 35'55' | Reporte   |          | Árbitro(s): Grigori Zelentsov         | Árbitro(s): Grigori Zelentsov |

| 8 de abril de 2017, 20:00hs (CET) | Polonia | 0:4 (0:1) | Serbia                                                                  | Municipal Sport Hall, Elbląg, Polonia |                                      |
|                                   |         | Reporte   | - 14'12' Mladen Kocić - 26'00', 32'13' Miloš Simić - 30'30' Marko Pršić | Árbitro(s): Eduardo Fernandes Coelho  | Árbitro(s): Eduardo Fernandes Coelho |

| 9 de abril de 2017, 15:00hs (CET) | Serbia | 0:6 (0:3) | España                                                                                      | Municipal Sport Hall, Elbląg, Polonia |                            |
|                                   |        | Reporte   | - 2'38' Ortiz - 3'32' Raúl Campos - 17'12' Bebe - 20'08' Adri - 26'58' Adolfo - 39'52' Pola | Árbitro(s): Angelo Galante            | Árbitro(s): Angelo Galante |

| 9 de abril de 2017, 20:00hs (CET) | Polonia                                                                                               | 4:2 (3:2) | Moldavia                                     | Municipal Sport Hall, Elbląg, Polonia |                        |
|                                   | - Marcin Mikołajewicz 5'15' - Mikołaj Zastawnik 9'10' - Maciej Mizgajski 15'17' - Michał Kubik 27'41' | Reporte   | - 4'30' Nicolae Neagu - 14'32' Andrian Laşcu | Árbitro(s): Guy Berger                | Árbitro(s): Guy Berger |

| 11 de abril de 2017, 15:00hs (CET) | Moldavia                                                                  | 3:7 (0:5) | Serbia                                                                                               | Municipal Sport Hall, Elbląg, Polonia |                        |
|                                    | - Sergiu Tacot 26'55' - Andrei Negara 30'29' - Mladen Kocić 36'14' (a.g.) | Reporte   | - 4'05', 10'40' Miloš Simić - 11'54', 14'22', 19'42' Dragan Tomić - 20'53', 35'35' Slobodan Rajčević | Árbitro(s): Guy Berger                | Árbitro(s): Guy Berger |

| 11 de abril de 2017, 20:00hs (CET) | España       | 1:1 (1:1) | Polonia                      | Municipal Sport Hall, Elbląg, Polonia |                                      |
|                                    | - Bebe 1'58' | Reporte   | - 17'46' Marcin Mikołajewicz | Árbitro(s): Eduardo Fernandes Coelho  | Árbitro(s): Eduardo Fernandes Coelho |

### Grupo F
| Equipo              | Pts | PJ | PG | PE | PP | GF | GC | Dif |
| ------------------- | --- | -- | -- | -- | -- | -- | -- | --- |
| Kazajistán          | 9   | 3  | 3  | 0  | 0  | 11 | 0  | +11 |
| República Checa     | 6   | 3  | 2  | 0  | 1  | 12 | 10 | +2  |
| Macedonia del Norte | 3   | 3  | 1  | 0  | 2  | 7  | 13 | -6  |
| Dinamarca           | 0   | 3  | 0  | 0  | 3  | 7  | 14 | -7  |

| 8 de abril de 2017, 11:30hs (CET) | República Checa                                                                                             | 5:4 (3:2) | Dinamarca                                                                                            | Almaty Arena, Almatý, Kazajistán |                         |
|                                   | - Radim Záruba 5'14', 39'57' - Matěj Slováček 7'00' - Zakaria El-Ouaz 15'00' (a.g.) - Michal Seidler 37'06' | Reporte   | - 10'29' Zakaria El-Ouaz - 19'06' (pen.) Kevin Jørgensen - 23'35' Ibrahim Badran - 32'06' Louis Veis | Árbitro(s): Gerd Bylois          | Árbitro(s): Gerd Bylois |

| 8 de abril de 2017, 14:00hs (CET) | Kazajistán                                                        | 3:0 (2:0) | Macedonia | Almaty Arena, Almatý, Kazajistán |                         |
|                                   | - Leo 12'38' - Serik Zhamankulov 18'17' - Albert Akbalikov 32'54' | Reporte   |           | Árbitro(s): Kamil Çetin          | Árbitro(s): Kamil Çetin |

| 9 de abril de 2017, 11:30hs (CET) | Macedonia                                              | 3:7 (1:2) | República Checa                                                                                     | Almaty Arena, Almatý, Kazajistán   |                                    |
|                                   | - Dandan 2'17', 39'04' (pen.) - Dragan Petrović 31'41' | Reporte   | - 4'05', 28'06' Radim Záruba - 19'37', 21'43', 30'00', 36'31' Lukáš Rešetár - 23'31' Tomáš Koudelka | Árbitro(s): Vasilios Christodoulis | Árbitro(s): Vasilios Christodoulis |

| 9 de abril de 2017, 14:00hs (CET) | Kazajistán | 5:0 (4:0) | Dinamarca | Almaty Arena, Almatý, Kazajistán |                               |
|                                   | - Serik Zhamankulov 3'27' - Leo 8'23' - Mikhail Pershin 16'25' - Douglas Junior 16'36' - Dinmukhambet Suleimenov 39'40' | Reporte   |           | Árbitro(s): Kirill Naishouler    | Árbitro(s): Kirill Naishouler |

| 11 de abril de 2017, 17:00hs (CET) | Dinamarca                                                         | 3:4 (2:2) | Macedonia                                                                        | Almaty Arena, Almatý, Kazajistán |                         |
|                                    | - Mads Falck 3'56' - Brian Mengel 16'51' - Zakaria El-Ouaz 25'44' | Reporte   | - 12'16', 15'23' Erkan Seferi - 22'47' Adrijan Micevski - 35'38' Dragan Petrović | Árbitro(s): Kamil Çetin          | Árbitro(s): Kamil Çetin |

| 1 de abril de 2017, 19:30hs (CET) | República Checa | 0:3 (0:2) | Kazajistán                                              | Almaty Arena, Almatý, Kazajistán |                         |
|                                   |                 | Reporte   | - 4'26', 38'00' Douglas Junior - 19'01' Mikhail Pershin | Árbitro(s): Gerd Bylois          | Árbitro(s): Gerd Bylois |

### Grupo G
| Equipo     | Pts | PJ | PG | PE | PP | GF | GC | Dif |
| ---------- | --- | -- | -- | -- | -- | -- | -- | --- |
| Rusia      | 9   | 3  | 3  | 0  | 0  | 10 | 0  | +10 |
| Francia    | 6   | 3  | 2  | 0  | 1  | 9  | 7  | +2  |
| Eslovaquia | 3   | 3  | 1  | 0  | 2  | 9  | 6  | +3  |
| Turquía    | 0   | 3  | 0  | 0  | 3  | 2  | 17 | -15 |

| 8 de abril de 2017, 11:00hs (CET) | Turquía             | 1:8 (1:3) | Eslovaquia | Gazanfer Bilge Sports Hall, Kocaeli, Turquía |                          |
|                                   | - Cihan Özcan 6'37' | Reporte   | - 2'14' Tomáš Drahovský - 3'59' Martin Doša - 11'17', 23'00', 35'04' Matúš Kyjovský - 23'58' Marek Bahna - 32'24' Gabriel Rick - 32'37' Marek Belaník | Árbitro(s): Marc Birkett                     | Árbitro(s): Marc Birkett |

| 8 de abril de 2017, 13:30hs (CET) | Rusia                                                                                      | 5:0 (4:0) | Francia | Gazanfer Bilge Sports Hall, Kocaeli, Turquía |                         |
|                                   | - Eder Lima 1'09', 6'16' - Robinho 6'27' - Andrei Afanasyev 16'44' - Ivan Chishkala 21'23' | Reporte   |         | Árbitro(s): Tomasz Frak                      | Árbitro(s): Tomasz Frak |

| 9 de abril de 2017, 11:00hs (CET) | Turquía             | 1:5 (0:2) | Francia                                                                                          | Gazanfer Bilge Sports Hall, Kocaeli, Turquía |                        |
|                                   | - Onur Mengi 37'31' | Reporte   | - 12'13' Magana Landry N'Gala - 17'37', 21'25', 30'30' Adrien Gasmi - 26'50' Abdessamad Mohammed | Árbitro(s): Jan Kresta                       | Árbitro(s): Jan Kresta |

| 9 de abril de 2017, 13:30hs (CET) | Eslovaquia | 0:1 (0:0) | Rusia            | Gazanfer Bilge Sports Hall, Kocaeli, Turquía |                           |
|                                   |            | Reporte   | - 36'17' Robinho | Árbitro(s): Juan Gallardo                    | Árbitro(s): Juan Gallardo |

| 11 de abril de 2017, 11:00hs (CET) | Francia                                                          | 4:1 (0:1) | Eslovaquia               | Gazanfer Bilge Sports Hall, Kocaeli, Turquía |                           |
|                                    | - Sid Belhaj 29'49', 35'00' - Abdessamad Mohammed 30'11', 33'53' | Reporte   | - 12'05' Tomáš Drahovský | Árbitro(s): Juan Gallardo                    | Árbitro(s): Juan Gallardo |

| 11 de abril de 2017, 13:30hs (CET) | Rusia                                                                                  | 4:0 (2:0) | Turquía | Gazanfer Bilge Sports Hall, Kocaeli, Turquía |                          |
|                                    | - Sergei Abramovich 13'03' - Robinho 15'46' - Daniil Davydov 22'26' - Eder Lima 26'56' | Reporte   |         | Árbitro(s): Marc Birkett                     | Árbitro(s): Marc Birkett |

### Ranking tercer puesto
| Equipo               | Pts | PJ | PG | PE | PP | GF | GC | Dif |
| -------------------- | --- | -- | -- | -- | -- | -- | -- | --- |
| Polonia              | 4   | 3  | 1  | 1  | 1  | 5  | 7  | -2  |
| Finlandia            | 4   | 3  | 1  | 1  | 1  | 10 | 13 | -3  |
| Eslovaquia           | 3   | 3  | 1  | 0  | 2  | 9  | 6  | +3  |
| Bélgica              | 3   | 3  | 1  | 0  | 2  | 3  | 8  | -5  |
| Macedonia del Norte  | 3   | 3  | 1  | 0  | 2  | 7  | 13 | -6  |
| Bosnia y Herzegovina | 2   | 3  | 0  | 2  | 1  | 12 | 13 | -1  |
| Bielorrusia          | 2   | 3  | 0  | 2  | 1  | 5  | 6  | -1  |

## Play-offs
| 12 de septiembre de 2017, 18:00hs (CET) | Rumania                          | 2:2 (0:2) | Georgia                                              | Sports Hall Deva, Deva, Rumania      |                                      |
|                                         | - Savio Valadares 24'09', 24'59' | Reporte   | - 9'44' Nikoloz Kurtanidze - 14'29' Murtaz Kakabadze | Árbitro(s): Eduardo Fernandes Coelho | Árbitro(s): Eduardo Fernandes Coelho |

| 26 de septiembre de 2017, 18:30hs (CET) | Georgia                                                                                   | 4:7 (3:3) (Global 6:9) | Rumania | Palacio de Deportes de Tiflis, Tiflis, Georgia |                          |
|                                         | - Murtaz Kakabadze 5'51' - Archil Sebiskveradze 6'33', 11'35' - Nikoloz Kurtanidze 22'48' | Reporte                | - 3'41', 21'07', 26'34', 36'43' Savio Valadares - 12'06' Paulo Ferreira - 19'59' Dumitru Stoica - 34'20' Emil Răducu | Árbitro(s): Ondřej Černý                       | Árbitro(s): Ondřej Černý |

| 12 de septiembre de 2017, 18:00hs (CET) | Hungría                                               | 2:1 (1:0) | Polonia                 | Generali Arena, Miskolc, Hungría |                            |
|                                         | - Norbert Horváth 11'42' - Zoltán Dróth 22'20' (pen.) | Reporte   | - 31'32' Tomasz Lutecki | Árbitro(s): Bogdan Sorescu       | Árbitro(s): Bogdan Sorescu |

| 26 de septiembre de 2017, 18:30hs (CET) | Polonia | 6:4 (2:2) (Global 7:6) | Hungría                                                                    | Sports Hall, Koszalin, Polonia |                        |
|                                         | - Rafał Franz 5'42', 5'31' - Sebastian Wojciechowski 26'44' - Michał Kubik 31'51', 33'24' - Dominik Solecki 35'01' | Reporte                | - 7'40' Norbert Horváth - 13'16', 39'35' Zoltán Dróth - 35'18' Ádám Hosszú | Árbitro(s): Saša Tomić         | Árbitro(s): Saša Tomić |

| 12 de septiembre de 2017, 18:00hs (CET) | República Checa                                     | 3:4 (1:1) | Serbia                                                                   | Městská Sportovní Hala Chomutov, Chomutov, República Checa |                            |
|                                         | - Michal Seidler 3'50', 35'31' - David Cupák 32'49' | Reporte   | - 12'50' Mladen Kocić - 23'17', 27'36' Marko Perić - 26'23' Stefan Rakić | Árbitro(s): Angelo Galante                                 | Árbitro(s): Angelo Galante |

| 26 de septiembre de 2017, 18:30hs (CET) | Serbia                                                                                   | 4:4 (1:1) (Global 8:7) | República Checa                                                             | Sports Hall Niš, Niš, Serbia           |                                        |
|                                         | - Denis Ramić 9'04' - Slobodan Rajčević 23'25' - Marko Pršić 25'50' - Miloš Simić 33'38' | Reporte                | - 12'24' Radim Záruba - 30'25', 31'21' Michal Seidler - 38'45' Michal Belej | Árbitro(s): Juan José Cordero Gallardo | Árbitro(s): Juan José Cordero Gallardo |

| 12 de septiembre de 2017, 18:00hs (CET) | Francia            | 1:1 (1:0) | Croacia                  | Davo Pévèle Arena, Orchies, Francia |                          |
|                                         | - Samir Alla 6'23' | Reporte   | - 33'34' Franko Jelovčić | Árbitro(s): Gábor Kovács            | Árbitro(s): Gábor Kovács |

| 26 de septiembre de 2017, 19:00hs (CET) | Croacia                                                                                 | 4:5 (2:1) (Global 5:6) | Francia                                                                                 | Sports Hall Dubrovnik, Dubrovnik, Croacia |                          |
|                                         | - Josip Suton 7'02' - Luka Perić 15'17' - Dario Marinović 34'18' - Tihomir Novak 39'44' | Reporte                | - 8'49' Samba Kebe - 25'07' Kevin Ramirez - 32'17', 33'24', 39'51' Magana Landry N'Gala | Árbitro(s): Marc Birkett                  | Árbitro(s): Marc Birkett |

## Clasificados a la Eurocopa de Fútbol Sala de 2018
| Bandera de Eslovenia  | Bandera de Italia | Bandera de Azerbaiyán | Bandera de Ucrania | Bandera de Portugal | Bandera de España  |
| Eslovenia             | Italia            | Azerbaiyán            | Ucrania            | Portugal            | España             |
| Anfitrión             | 1.º Grupo A       | 1.º Grupo B           | 1.º Grupo C        | 1.º Grupo D         | 1.º Grupo E        |
| Bandera de Kazajistán | Bandera de Rusia  | Bandera de Rumania    | Bandera de Polonia | Bandera de Serbia   | Bandera de Francia |
| Kazajistán            | Rusia             | Rumania               | Polonia            | Serbia              | Francia            |
| 1.º Grupo F           | 1.º Grupo G       | Ganador Play-off      | Ganador Play-off   | Ganador Play-off    | Ganador Play-off   |